# Національна дорога 46 (Польща)
Національна дорога 46 (пол. Droga krajowa nr 46, DK46) — національна дорога класу GP протяжністю 270 км, що проходить через Нижньосілезьке, Опольське та Сілезьке воєводства. Зі сторони Клодзко це відгалуження національної дороги DK8 (хоча формально з нею не сполучається), що проходить від кордону Кудова-Здруй — Наход. Маршрут з'єднує долину Клодзко і південно-західну частину Опольського воєводства з Ополе, Люблінцем і Ченстоховою. Дорога має коротку ділянку з DK43 у Ченстохові.

## Допустиме навантаження на вісь
З 13 березня 2021 року на дорогах дозволено рух транспортних засобів з навантаженням на одну ведучу вісь до 11,5 тонн.

### До 13 березня 2021 року
Раніше на державну дорогу № 46 діяли обмеження щодо допустимого навантаження на одну вісь:
| Знак | Допустиме навантаження | Роки терміну дії | Ділянка |
| ---- | ---------------------- | ---------------- | --- |
| DK46 | до 10 тонн             | 2012–2017 роки   | Клодзко (33) — Ниса — Пакославіце — Ячовіце — Немодлин — Карчув — Ополе |
| DK46 | до 10 тонн             | 2012–2021 роки   | - Ополе (вул. Ченстоховська) — Озімек — Люблінець(11) - Люблінець (11 — кінець кільцевої дороги) — Блаховня — Ченстохова 91 — вул. Варшавська) - Ченстохова (1) — Янув — Щекоціни (78) |

## Важливі міста на трасі DK46
- Клодзько (DK33)
- Злотий сток
- Паскув — об'їзна (DW382) до кордону
- Отмухув — об'їзна дорога
- Ниса (DK41) — об'їзна
- Немодлін — об'їзна дорога
- Пронди (А4)
- Карчув (DK94)
- Ополе (DK45, DK94) — об'їзна дорога
- Озімек — об'їзна
- Добродзень — об'їзна дорога
- Люблінець (DK11, DW906) — північна об'їзна
- Бляховня
- Ченстохова (DK1, DK43, DK91) — запланована південна об'їзна дорога міста Ченстохова
- Щекоцини (DK78)